# 古德曼 (密西西比州)
古德曼（英語：Goodman）是位於美國密西西比州霍爾姆斯縣的城鎮。

## 人口
根據2020年美國人口普查的數據，古德曼的面積為2.15平方千米，當中陸地面積為2.13平方千米，而水域面積為0.02平方千米。當地共有人口1258人，而人口密度為每平方千米585人。